# HFC Feldkirch Knights
Der HFC Feldkirch Knights ist ein österreichischer Floorballverein aus Feldkirch. Er wurde 2004 gegründet und nimmt erstmals seit der Saison 2011/2012 wieder an der Großfeld-Bundesliga teil, die gegenüber dem Vorjahr von sechs auf dreizehn Teilnehmer erweitert wurde. Zuvor spielte die Mannschaft von 2021 bis 2024 in der österreichischen Kleinfeld-Bundesliga sowie in der Saison 2023/24 zusätzlich in der 2. Bundesliga Großfeld.
Die Teamfarben sind Rot und Weiß. Der Verein ist Mitglied des Österreichischen Floorball Verbandes sowie des Vorarlberger Floorball Verbandes und trägt seine Bundesliga-Heimspiele in der HAK Sporthalle (Mehrzweckhalle der HAK HAS Feldkirch) aus.
Die Jugendabteilung des Vereins wurde erst 2016 durch Fabian Wackernell und Peter Wäger ins Leben gerufen, zuvor lag der Fokus noch ausschließlich auf den Herren- und Damenteams. Inzwischen liegt jedoch wesentlicher Schwerpunkt des Vereins auf der Nachwuchsarbeit, so sind die Feldkirch Knights inzwischen nicht zuletzt aufgrund der nahezu neunzig Jugendspieler der mitgliederstärkste Floorballverein in Vorarlberg (161 Mitglieder im Juli 2024). Die Nachwuchsteams der Feldkirch Knights nehmen in der U10, U12, U14 (alle Kleinfeld) sowie U17 (Großfeld) jeweils an der ÖFBV Jugendliga (höchste nationale Spielklasse) teil. 

## Geschichte

### Gründung & Montfort-Cup
Die Gründung erfolgte auf Initiative von Andreas Gassner im Jahr 2024, weitere Gründungsmitglieder waren Nico Bechter und Michael Burtscher. Gassner wurde daraufhin zum ersten Obmann des neuen Vereins. Mit der Ausrichtung des Montfortcup 2006, einem internationalen Kleinfeldturnier, traten die Feldkirch Knights erstmals öffentlich in Erscheinung. Das Turnier verlief so erfolgreich, dass im Folgejahr eine weitere Ausrichtung erfolgte. Bei diesem Turnier traten Teams aus Österreich, der Schweiz, Deutschland, Liechtenstein und Italien gegeneinander an.
Aus unbekannten Gründen setzte der Turnierbetrieb anschließend drei Jahre aus, erst 2011 kam der Montfort-Cup zu seiner dritten Austragung. Seit diesem Jahr wird das bis heute gültige Vereinswappen verwendet, welches damit das ursprüngliche Wappen mit dem Ritterhelm ablöste. 2012 wurde das Turnier noch ein letztes Mal ausgerichtet.

### 2011–2014: Bundesliga Damen
Seit der Saison 2011/12 nahmen die Feldkirch Knights als erstes Vorarlberger Team an der Damen-Bundesliga teil. Mit einem Kader-Durchschnittsalter von 16,1 Jahren (zum Stichtag 31. Dezember 2011) stellten die Knights eine extrem junge Mannschaft, deren fehlende Erfahrung sich auf den sportlichen Erfolg auswirkte. Das Durchschnittsalter der Gegnerinnen lag währenddessen zwischen 22 Jahren (Leoben) und 25 Jahren (Zurndorf). Während der dreijährigen Ligazugehörigkeit blieb das Team aus Feldkirch sieglos, lediglich ein Punkt durch eine Overtime-Niederlage gegen Leoben (2013/14) wurde errungen. Allerdings war bezüglich der Tordifferenz eine klar aufsteigende Leistungsentwicklung über die Jahre festzustellen. Zur Saison 2014/15 wurde das Team zwar noch gemeldet, trat aber zu keinem Match an und wurde aus der Wertung genommen. In der Folgesaison wurde keine Mannschaft mehr gemeldet.

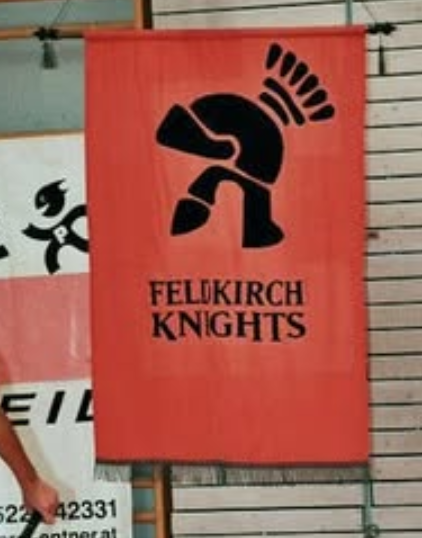
Erstes Vereinswappen beim Montfort-Cup 2007.

### 2012–2017: Unihockey Vorarlberg
Nachdem die erstmalige Teilnahme des HFC Feldkirch Knights an der Großfeld-Bundesliga 2011/12 mit nur einem einzigen Punkt auf dem letzten Platz endete, schlossen sich die rivalisierenden Vorarlberger Teams aus Feldkirch und Götzis zur Spielgemeinschaft Unihockey Vorarlberg zusammen. Die erste gemeinsame Bundesligasaison 2012/13 beendete das Team auf dem fünften Platz und verpasste die Playoffs damit nur knapp. In der Saison 2013/14 gelang sogar der Durchmarsch bis ins Endspiel um die Staatsmeisterschaft gegen den VSV. Die drei Spiele der Finalserie gingen jedoch alle verloren: 5:8 (A), 2:4 (A), 3:5 (H). In der Saison 2014/15 erreichte das Team Vorarlberg erneut die Playoffs, scheiterte jedoch nach einem erneuten zweiten Platz nach dem Grunddurchgang im Halbfinale nach zwei umkämpften Spielen – 1:2 (A), 5:6 (H) – am KAC. In den Folgejahren ließ der sportliche Erfolg nach, nach zwei fünften Plätzen löste sich die Spielgemeinschaft 2017 wieder auf. Die nächsten sieben Jahre wurde die Bundesliga daraufhin ohne Teilnehmer aus Vorarlberg ausgetragen.
Aus der Vizemeister-Mannschaft von 2014 standen zehn Jahre später beim ersten Bundesliga-Duell beider Vereine am 15. September 2024 mit Fabian Wackernell und Thomas Laterner noch zwei Spieler für die Feldkircher auf dem Platz, auf Seiten der Götzner waren es sogar acht: Simon Frankenhauser, Dominik Held, Elias Jäger, Matthias Ludescher, Daniel Metzler, Steven Petter, Clemens Pinggera sowie Johannes Werle.

### 2016–2019: Rheintalliga
Von 2016 bis 2019 nahmen die Feldkirch Knights regelmäßig an der Unihockey-Rheintalliga teil, einem internationalen Turnierformat mit Teilnehmern aus Österreich, Deutschland und der Schweiz. Initiator des Wettbewerbs war wiederum Fabian Wackernell. Zu dieser Zeit gab es in Vorarlberg einige recht aktive Unihockeyszene, so dass in den ersten Jahren mit den FSK Mighty Toucans (Frastanz), dem UHC Ruins Koblach, dem UHC Vikinger Götzis, dem SC Funworld Pirates Hard, der SNG Tankstelle Bregenz sowie der Unihockeyabteilung des FC Viktorsberg nahezu das komplette Unihockey-Ländle in Feldkirch zu Gast war. Außerdem nahm auch die Vorarlberger Special-Olympics-Auswahl mit einem Unified-Team teil.

### Seit 2017: Unihockey mit Herz
Unihockey mit Herz ist ein Charity-Kleinfeldturnier, welches sich an Firmen und Vereine richtet, die gemeinsam Zeit bei einem sportlichen Event verbringen sowie gleichzeitig etwas Gutes tun wollen. Dabei gehen 50 % der Einnahmen an eine gemeinnützige Organisation. Die anderen 50 % kommen dem Nachwuchs zugute. Die erste Austragung war 2017, seitdem haben 2018, 2019 und – nach einer COVID-bedingten Pause – 2023 weitere Turniere stattgefunden.

## Titel und Erfolge

### Kampfmannschaft
- Großfeld-Bundesliga: Vizemeister 2014, Halbfinale 2015 (als Unihockey Vorarlberg)
- Kleinfeld-Bundesliga: Halbfinale 2022

### Nachwuchs
- U14-Meisterschaft: Halbfinale 2022, Fünfter Platz 2023
- U12-Meisterschaft: Fünfter Platz 2024
- U10-Meisterschaft: Fünfter Platz 2024

## Kader der Saison 2024/25
| Nat.        | Spieler               | Pos. | Geburtsjahr | Einsätze | Tore | Assists |
| ----------- | --------------------- | ---- | ----------- | -------- | ---- | ------- |
| Osterreich  | Marcel Hinteregger    | G    | 2000        | 4        | 0    | 0       |
| Osterreich  | Stefan Längle         | G    | 1986        | 6        | 0    | 0       |
| Deutschland | Peer Wieser           | G    | 1981        | 2        | 0    | 0       |
| Schweiz     | Gregor Allenspach     | D    | 1985        | 8        | 0    | 2       |
| Osterreich  | Andreas Fehr          | D    | 1984        | 2        | 0    | 0       |
| Osterreich  | Thomas Laterner       | D    | 1987        | 3        | 0    | 0       |
| Osterreich  | Christian Mautner (C) | D    | 1980        | 7        | 2    | 0       |
| Schweden    | Tommie Svensson       | D    | 1973        | 0        | 0    | 0       |
| Osterreich  | Fabian Wackernell     | D    | 1990        | 7        | 2    | 0       |
| Schweiz     | Daniel Walti          | D    | 1989        | 5        | 0    | 0       |
| Osterreich  | Mika Büchel           | F    | 2008        | 8        | 0    | 0       |
| Osterreich  | Nils Büchel           | F    | 2005        | 0        | 0    | 0       |
| Finnland    | Roope Jaakonmäki      | F    | 1988        | 5        | 1    | 2       |
| Osterreich  | Fabrice Hofbauer      | F    | 1997        | 2        | 1    | 0       |
| Osterreich  | Linus Kimpfler        | F    | 2009        | 7        | 1    | 2       |
| Osterreich  | Noah Kimpfler         | F    | 2011        | 7        | 0    | 0       |
| Osterreich  | Lukas Laterner        | F    | 1990        | 3        | 0    | 0       |
| Osterreich  | Patrick Pfleger       | F    | 1992        | 2        | 0    | 0       |
| Osterreich  | Marc Walser           | F    | 1987        | 5        | 3    | 0       |
| Osterreich  | David Wieser          | F    | 2010        | 7        | 1    | 1       |
| Osterreich  | Elia Wieser           | F    | 2008        | 8        | 2    | 0       |
| Osterreich  | Martin Zoller         | F    | 2007        | 6        | 0    | 2       |

Einsätze und Tore in der Saison 2024/25, Quelle: Floorballflash.at